# عبد العزيز كشميري
عبد العزيز الكشميري (10 حزيران 1919 - 27 نيسان 2010 م) كان صحفيًا كشميريًا هنديًا.
وُلِد كشميري في سري نكر، في كشمير في 10 حزيران 1919. بعد عمله كصحفي علماني أسس مجلة روشني الأسبوعية باللغة الأردية في سري نكر بكشمير عام 1943، والتي أصبحت صحيفة يومية عام 1977. سافر مع خواجة نذير أحمد من لاهور في كشمير لجمع الأدلة التي تدعم منشوراته.
كان الكشميري أيضًا مؤلف كتاب حضرة عيسى أور عيسى (حضرت عیسی اور عیسائیت 1954)، وتُرجم إلى الإنجليزية باسم المسيح في كشمير (الإنجليزية 1968).
توفي كشميري في 27 نيسان 2010، عن عمر يناهز 90 عامًا.